# (19603) Monier
(19603) Monier (1999 NF48) – planetoida z pasa głównego asteroid okrążająca Słońce w ciągu 4,49 lat w średniej odległości 2,72 j.a. Odkryta 13 lipca 1999 roku.